# Diplazium sanctae-rosae
Diplazium sanctae-rosae är en majbräkenväxtart som beskrevs av Hermann Christ.
Diplazium sanctae-rosae ingår i släktet Diplazium och familjen Athyriaceae. Inga underarter finns listade i Catalogue of Life.